# Старе Мјесто (Шумперк)
Старе Мјесто (чеш. Staré Město) град је у Чешкој Републици. Град се налази у управној јединици Оломоуцки крај, у оквиру којег припада округу Шумперк.

## Становништво
Према подацима о броју становника из 2014. године град је имао 1.766 становника.